# ДС-МО
ДС-МО (Дніпропетровський супутник-Оптичний), відомий також як «Космічна стріла» — тип експериментального космічного апарата наукового призначення, розроблений в ОКБ-586 (нині КБ «Південне»). Призначався для дослідження фізичних процесів в атмосфері і визначення атмосферних параметрів, необхідних при вирішенні завдань метеорології, океанології і вивчення природних ресурсів Землі. Став першим в світі штучним супутником Землі з системою аеродинамічної орієнтації та аерогіроскопічної стабілізації.

## Призначення
Науковими завданнями КА були:
- дослідження змін радіаційного балансу Землі та її атмосфери в видимому діапазоні,
- отримання зображень хмарного покриву Землі і підстильної поверхні з метою визначення параметрів станів атмосфери і хмарного покриву
- визначення температури підстилаючої поверхні Землі
- визначення висоти верхньої межі хмар
- отримання карти розподілу озону і водяної пари в атмосфері.

Важливим технологічним завданням апарата було випробування і аналіз роботи систем і конструкцій аеродинамічної орієнтації та аерогіроскопічної стабілізації.
Постановником експериментів став Інститут фізики Землі (нині Інститут фізики Землі ім. О. І. Шмідта).

## Технічний опис
Космічний апарат по конструкції і складу службових систем абсолютно відрізнявся від запускаємих раніше наукових апаратів ДС-1, ДС-МГ і ДС-МТ. Корпус мав розміри 6,5 м в довжину і 1,2 м в діаметрі, був герметичний і заповнений азотом. Передня і задня частина супутника являла собою частини сфери, середня частина — зварену циліндричну обечайку зі зрізаним конусом. Це дозволило розмістити необхідну кількість хімічних батарей при мінімальній довжині корпусу, збільшити поверхню радіаторів системи терморегулювання і полегшити вирішення завдання щодо забезпечення аеродинамічної стійкості космічного апарата. На зовнішній поверхні корпусу знаходилися спеціальні кронштейни і фланці для кріплення приладів і датчиків, герметичні штепсельні роз'єми, ілюмінатор об'єктиву телевізійної апаратури, антенно-фідерні пристрої радіотехнічних систем.
У верхній частині корпусу знаходився один з телефотометрів, який сканував площину земної поверхні, перпендикулярну траєкторії польоту. Інший телефотометр був встановлений на лівій стороні циліндричної частини корпусу і сканував Землю вздовж траєкторії польоту. Телевізійна система була розміщена в передній частині корпусу, а її оптична вісь була спрямована паралельно надиру. Прилади вимірювання радіації перебували на нижній і верхній частині корпусу, через що нижній датчик приладу завжди дивився в надир, верхній — в зеніт. Отримані дані передавалися на Землю на частоті 90 МГц за допомогою антени, встановленої на верхній частині космічного апарата.
Для виконання програми наукових досліджень передбачалася орієнтація космічного апарата на Землю і за вектором швидкості. Вперше у світовій практиці на ДС-МО був реалізований принцип аерогіроскопічної стабілізації. Система орієнтації складалася з аеродинамічного стабілізатора у формі «спідниці» і гіроскопічних демпферів. Стабілізатор кріпився до зовнішньої поверхні корпусу апарата за допомогою чотирьох висувних штанг і виконував по відношенню до нього роль подібно оперенню стріли. Це призвело до появи відновлюють моментів по тангажу і рисканню, що прагнуть поєднати поздовжню вісь апарата з вектором швидкості набігаючого потоку. Розрахункова і практична точність системи орієнтації за показниками приладів контролю орієнтації виявилася не гірше 5° по всіх трьох осях. Дана система орієнтації дозволяла зіставляти отримані дані з географічним положенням з точністю від 10 до 15 км.
Бортовий службовий комплекс був укомплектований наступною серійною апаратурою:
- система радіоконтролю орбіти «Краб-АЗ»
- радіотелеметрична система «Трал-П2-41»
- апаратура командної радіолінії БКРЛ-Б.

Науковий комплекс космічного апарата включав в себе:
- телевізійна апаратура «Топаз-25-М» — зйомка та передачі телезображення на наземні пункти
- актинометрична апаратура «Актин-1» у складі:

 — Теле фотометри ТФ-3А і ТФ-3Б — вимірювання кутового розподілу енергетичної яскравості короткохвильової радіації в видимому, ближньому УФ і інфрачервоному частинах спектра;
 — спектроаналізатор СА-2 — вимірювання довгохвильової радіації Землі в спектральному діапазоні 8-12 мкм;
 — Прилади РБ-21 і РМ-2П — вимірювання відображеної сонячної радіації і власного випромінювання Землі і атмосфери;
 — Манометр РИМ-901 — вимірювання та аналіз потоку нейтральних молекул (на космічному апараті № 2).

## Історія запусків
Був проведений запуск двох космічних апаратів типу ДС-МО з полігону Капустін Яр. У супутника ДС-МО № 1 («Космос-149») відразу після запуску почалися проблеми зі стабілізацією, через що супутник перейшов в невелике обертання навколо поздовжньої осі, тому якість і кількість даних була обмеженою. Друга місія ДС-МО № 1 («Космос-320») була повністю успішна і апарат виконав всі поставлені перед ним завдання.
| № | Позначення | Дата запуску | Міжнар. познач. | Ракета-носій | Параметри орбіти | Параметри орбіти | Параметри орбіти | Зведений з орбіти/знищений |
| № | Позначення | Дата запуску | Міжнар. познач. | Ракета-носій | Перигей, км      | Апогей, км       | нахил,°          | Зведений з орбіти/знищений |
| - | ---------- | ------------ | --------------- | ------------ | ---------------- | ---------------- | ---------------- | -------------------------- |
| 1 | Космос-149 | 21.03.1967   | 1967-024A       | Космос-2     | 248,0            | 297,0            | 48,4             | 08.04.1967                 |
| 2 | Космос-320 | 16.01.1970   | 1970-005A       | Космос-2     | 240,0            | 342,0            | 48,5             | 10.02.1970                 |

## Результати досліджень
У результаті експериментів була виконана комплексна програма з вивчення відбитого від Землі сонячної спектру, а також власного випромінювання Землі в інфрачервоному діапазоні. Були розроблені методи визначення деяких параметрів атмосфери, хмарного покриву і земної поверхні, які були рекомендовані для практичного застосування в метеорології. Успішно відпрацьована аеродинамічна орієнтація та аерогіроскопічна стабілізація. Також вперше прийом телеметричної інформації, зокрема, телевізійного зображення Землі, переданої з супутника апаратурою «Топаз-25-М», здійснювався безпосередньо в ОКБ-586 у спеціально створену для цих цілей лабораторію.